# Chemčik
Il Chemčik (in russo e tuvano Хемчик) è un fiume della Russia siberiana sudoccidentale (Repubblica Autonoma di Tuva), affluente di sinistra dello Enisej.
Il suo nome deriva dalla parola tuvana «кем» (fiume).

## Geografia
Il fiume ha origine a 3122 m di altitudine dalla dorsale Šapšalskij (Шапсальский хребт), che confina con l'estremità sud-occidentale dei monti Saiani Occidentali; scorre con direzione est-nord-est per 320 km drenando una valle compresa tra i suddetti Saiani Occidentali a nord e i monti Tannu-Ola a sud. Appartiene al bacino idrico Sajano-Šušenskoe (Саяно-Шушенское водохранилище).
I suoi principali affluenti sono: Čadana (Чадана) e Čirgaky (Чиргакы), di destra; Alaš (Алаш), Ak-Sug (Ак-Суг) e Ustju-Iškin (Устю-Ишкин) di sinistra.
Il fiume gela nel periodo compreso fra novembre e fine aprile.
Nella parte alta il fiume ha un carattere montuoso: la valle è stretta, con sponde ripide e ci sono molte rapide e cascate che attraggono gli amanti del rafting sportivo. Le risorse idriche del fiume vengono utilizzate prevalentemente per l'irrigazione nel bacino di Chemčik. La città più importante lungo il suo corso è Ak-Dovurak, seguono vari villaggi, tra cui Baj-Tal (Бай-Тал) e Sug-Aksy (Суг-Аксы).